# Sony Ericsson Xperia arc S
Sony Ericsson Xperia arc S 是索尼愛立信2011年10月推出、採用Android作業系統的中高階智能手機，屬於Xperia系列，模組號碼為LT18i，為Sony Ericsson Xperia arc的升級改良版本。

## 硬件
Xperia arc S採用4.2吋電容式觸控顯示屏，解像度為854 x 480，使用索尼的BRAVIA引擎顯示技術提高顯示效果。採用Qualcomm MSM8255T 1.4GHz單核處理器，810萬像素後置Exmor R CMOS鏡頭，HDMI輸出功能，內置512MBRAM、1GB快閃記憶體儲存。設有microSD卡插槽，隨機贈送一張8GB microSDHC卡，最高支援容量64GB。設有micro USB連接埠，隨機贈送一條micro USB連接線。

## 作業系統
Xperia arc S上市時採用Android 2.3（Gingerbread）作業系統，索尼移動於2012年為Xperia arc S提供作業系統升級為Android 4.0（Ice Cream Sandwich）。
2012年1月5日，索尼移動發行Xperia arc S軟體版本4.1.B.1.13。2012年8月16日，索尼移動發行Xperia arc S軟體版本4.1.B.0.587。

## 顏色
與Arc LT15i相比，顏色新增光澤黑、純淨白兩色，再加上原本NTT Docomo限定的櫻花粉也包含在其中

顏色包括：
| 顏色 | 名稱   | 英語          |
| ---- | ------ | ------------- |
|      | 光澤黑 | Gloss Black   |
|      | 純淨白 | Pure White    |
|      | 夜空藍 | Midnight Blue |
|      | 迷濛銀 | Misty Silver  |
|      | 櫻花粉 | Sakura Pink   |

## 外部連結
- Xperia™ arc S - 索尼官方網站（页面存档备份，存于） 中文